# Kamil Grabara
Kamil Grabara (Ruda Śląska, Voivodato de Silesia, Polonia, 8 de enero de 1999) es un futbolista polaco que juega de portero en el VfL Wolfsburgo de la 1. Bundesliga.

## Carrera

### Clubes
Luego de estar en equipos amateurs como el Wawel Wirek o el Stadion Śląski Chorzów, llegó en 2012 al Ruch Chorzów.
En enero de 2016 el Liverpool F. C. lo fichó por 330 000 euros para el equipo sub-18.
Al año siguiente fue subido al sub-23.
Para tener partidos en un nivel más competitivo, fue cedido al Aarhus GF de Dinamarca en enero de 2019. Su debut como profesional ocurrió el 8 de febrero en la victoria por 2-1 al Esbjerg fB.
En julio de 2019 renovó su contrato con el Liverpool y fue cedido al Huddersfield Town A. F. C. una temporada. Aunque esta se alargó como consecuencia de la pandemia de enfermedad por coronavirus, regresó al equipo de Liverpool en la fecha prevista. En septiembre fue nuevamente prestado al Aarhus GF hasta el final de la campaña 2020-21. Tras la misma abandonó definitivamente Liverpool y regresó a Dinamarca para jugar en el F. C. Copenhague.
En septiembre de 2023 fue fichado por el VfL Wolfsburgo, aunque su incorporación al equipo no se produciría hasta la temporada 2024-25.

### Selección nacional
La primera convocatoria a un seleccionado nacional fue el 15 de septiembre de 2014, convocado por la sub-16, en la victoria por 5-0 a Irlanda del Norte.
En 2015 fue convocado por la sub-17, debutando frente a Dinamarca, partido que finalizó 2-0 a favor de los polacos.
Al año siguiente le llegó la llamada de Rafal Janas, seleccionador de la sub-18 y debutó en el empate a 1 frente a Noruega.
En octubre de 2016 fue convocado por la sub-19, pero no jugó ningún partido.
En 2017 debutó con la sub-21 frente a Dinamarca, partido que terminó 3-1 a favor del conjunto polaco.
Para estrenarse con la selección absoluta tuvo que esperar al 1 de junio de 2022, cuando lo hizo saliendo de inicio en un partido de la Liga de Naciones de la UEFA 2022-23 ante Gales que ganaron por dos a uno.

## Clubes
| Club                                | País       | Año       |
| ----------------------------------- | ---------- | --------- |
| Liverpool F. C.                     | Inglaterra | 2016-2021 |
| Aarhus GF (cedido)                  | Dinamarca  | 2019      |
| Huddersfield Town A. F. C. (cedido) | Inglaterra | 2019-2020 |
| Aarhus GF (cedido)                  | Dinamarca  | 2020-2021 |
| F. C. Copenhague                    | Dinamarca  | 2021-2024 |
| VfL Wolfsburgo                      | Alemania   | 2024-     |

## Estadísticas

### Clubes
- Actualizado hasta el 23 de mayo de 2019.

| Liverpool F. C. Inglaterra | 1.ª                 | 2018-19             | 0  | 0  | 0 | 0 | 0 | 0 | 0  | 0  |
| Liverpool F. C. Inglaterra | Total club          | Total club          | 0  | 0  | 0 | 0 | 0 | 0 | 0  | 0  |
| Aarhus GF Dinamarca | 1.ª                 | 2018-19             | 15 | 17 | 0 | 0 | - | - | 15 | 17 |
| Aarhus GF Dinamarca | Total club          | Total club          | 15 | 17 | 0 | 0 | - | - | 15 | 17 |
| Total en su carrera | Total en su carrera | Total en su carrera | 15 | 17 | 0 | 0 | 0 | 0 | 15 | 17 |
| (1) Las copas nacionales se refiere a la FA Cup, a la Copa de la Liga y a la Copa de Dinamarca. (2) Las copas internacionales se refiere a la Champions League y a la Europa League. |                     |                     |    |    |   |   |   |   |    |    |

### Selección
| Selección     | Año           | Amistosos | Amistosos | Eliminatorias | Eliminatorias | Mundial | Mundial | Eurocopa | Eurocopa | Europeo Sub-17 | Europeo Sub-17 | Mundial Sub-17 | Mundial Sub-17 | Europeo Sub-19 | Europeo Sub-19 | Mundial Sub-20 | Mundial Sub-20 | Eurocopa Sub-21 | Eurocopa Sub-21 | Juegos Olímpicos | Juegos Olímpicos | Total | Total | Media goles encajados |
| Selección     | Año           | PJ        | G         | PJ            | G             | PJ      | G       | PJ       | G        | PJ             | G              | PJ             | G              | PJ             | G              | PJ             | G              | PJ              | G               | PJ               | G                | PJ    | G     | Media goles encajados |
| ------------- | ------------- | --------- | --------- | ------------- | ------------- | ------- | ------- | -------- | -------- | -------------- | -------------- | -------------- | -------------- | -------------- | -------------- | -------------- | -------------- | --------------- | --------------- | ---------------- | ---------------- | ----- | ----- | --------------------- |
| Sub-16        | 2014          | 1         | 0         | -             | -             | -       | -       | -        | -        | -              | -              | -              | -              | -              | -              | -              | -              | -               | -               | -                | -                | 1     | 0     | 0                     |
| Sub-16        | 2015          | 4         | -5        | -             | -             | -       | -       | -        | -        | -              | -              | -              | -              | -              | -              | -              | -              | -               | -               | -                | -                | 4     | -5    | 1.25                  |
| Sub-16        | Total         | 5         | -5        | -             | -             | -       | -       | -        | -        | -              | -              | -              | -              | -              | -              | -              | -              | -               | -               | -                | -                | 5     | -5    | 1                     |
| Sub-17        | 2016          | 2         | -1        | -             | -             | -       | -       | -        | -        | 3              | -2             | -              | -              | -              | -              | -              | -              | -               | -               | -                | -                | 5     | -3    | 0.6                   |
| Sub-17        | 2017          | 1         | 0         | -             | -             | -       | -       | -        | -        | 3              | -2             | -              | -              | -              | -              | -              | -              | -               | -               | -                | -                | 4     | -2    | 0.5                   |
| Sub-17        | Total         | 3         | -1        | -             | -             | -       | -       | -        | -        | 6              | -4             | -              | -              | -              | -              | -              | -              | -               | -               | -                | -                | 9     | -5    | 0.56                  |
| Sub-18        | 2016          | 3         | -4        | -             | -             | -       | -       | -        | -        | -              | -              | -              | -              | -              | -              | -              | -              | -               | -               | -                | -                | 3     | -4    | 1.33                  |
| Sub-18        | Total         | 3         | -4        | -             | -             | -       | -       | -        | -        | -              | -              | -              | -              | -              | -              | -              | -              | -               | -               | -                | -                | 3     | -4    | 1.33                  |
| Sub-19        | 2016          | -         | -         | -             | -             | -       | -       | -        | -        | -              | -              | -              | -              | 0              | 0              | -              | -              | -               | -               | -                | -                | 0     | 0     | 0                     |
| Sub-19        | Total         | -         | -         | -             | -             | -       | -       | -        | -        | -              | -              | -              | -              | 0              | 0              | -              | -              | -               | -               | -                | -                | 0     | 0     | 0                     |
| Sub-21        | 2017          | -         | -         | -             | -             | -       | -       | -        | -        | -              | -              | -              | -              | -              | -              | -              | -              | 1               | -1              | -                | -                | 1     | -1    | 1.33                  |
| Sub-21        | 2018          | -         | -         | -             | -             | -       | -       | -        | -        | -              | -              | -              | -              | -              | -              | -              | -              | 7               | -5              | -                | -                | 7     | -5    | 0.71                  |
| Sub-21        | 2019          | 1         | -1        | -             | -             | -       | -       | -        | -        | -              | -              | -              | -              | -              | -              | -              | -              | -               | -               | -                | -                | 1     | -1    | 1                     |
| Sub-21        | Total         | 1         | -1        | -             | -             | -       | -       | -        | -        | -              | -              | -              | -              | -              | -              | -              | -              | 8               | -6              | -                | -                | 9     | -7    | 0.78                  |
| Total carrera | Total carrera | 12        | -10       | -             | -             | -       | -       | -        | -        | 3              | -2             | -              | -              | 0              | 0              | -              | -              | 8               | -6              | -                | -                | 23    | -18   | 0.78                  |

## Palmarés

### Títulos nacionales
| Título                 | Club             | País      | Año  |
| ---------------------- | ---------------- | --------- | ---- |
| Superliga de Dinamarca | F. C. Copenhague | Dinamarca | 2022 |
| Copa de Dinamarca      | F. C. Copenhague | Dinamarca | 2023 |
| Superliga de Dinamarca | F. C. Copenhague | Dinamarca | 2023 |